# Ferdinand Wesely

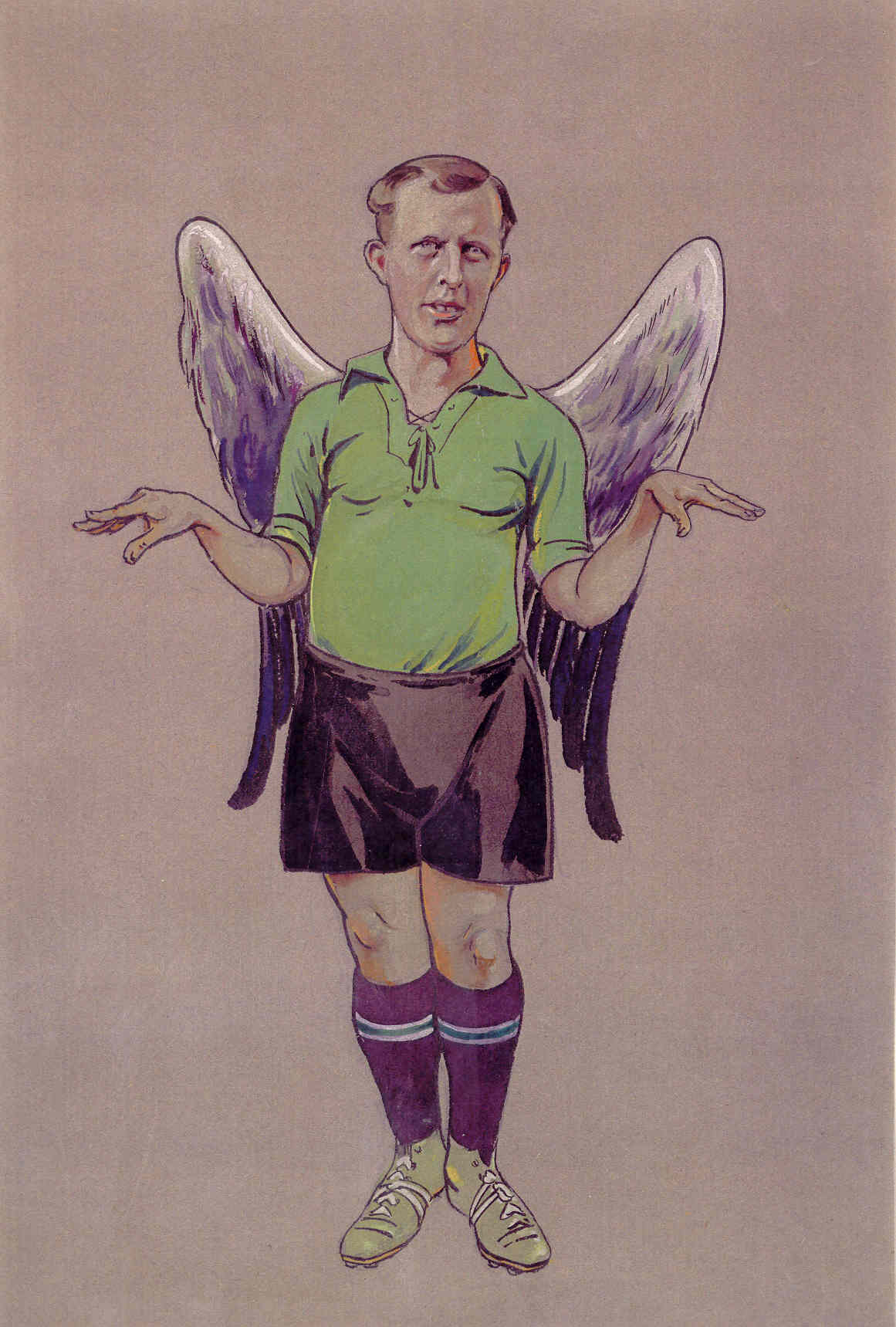
Ferdinand Wesely, gezeichnet von Max Leuthe

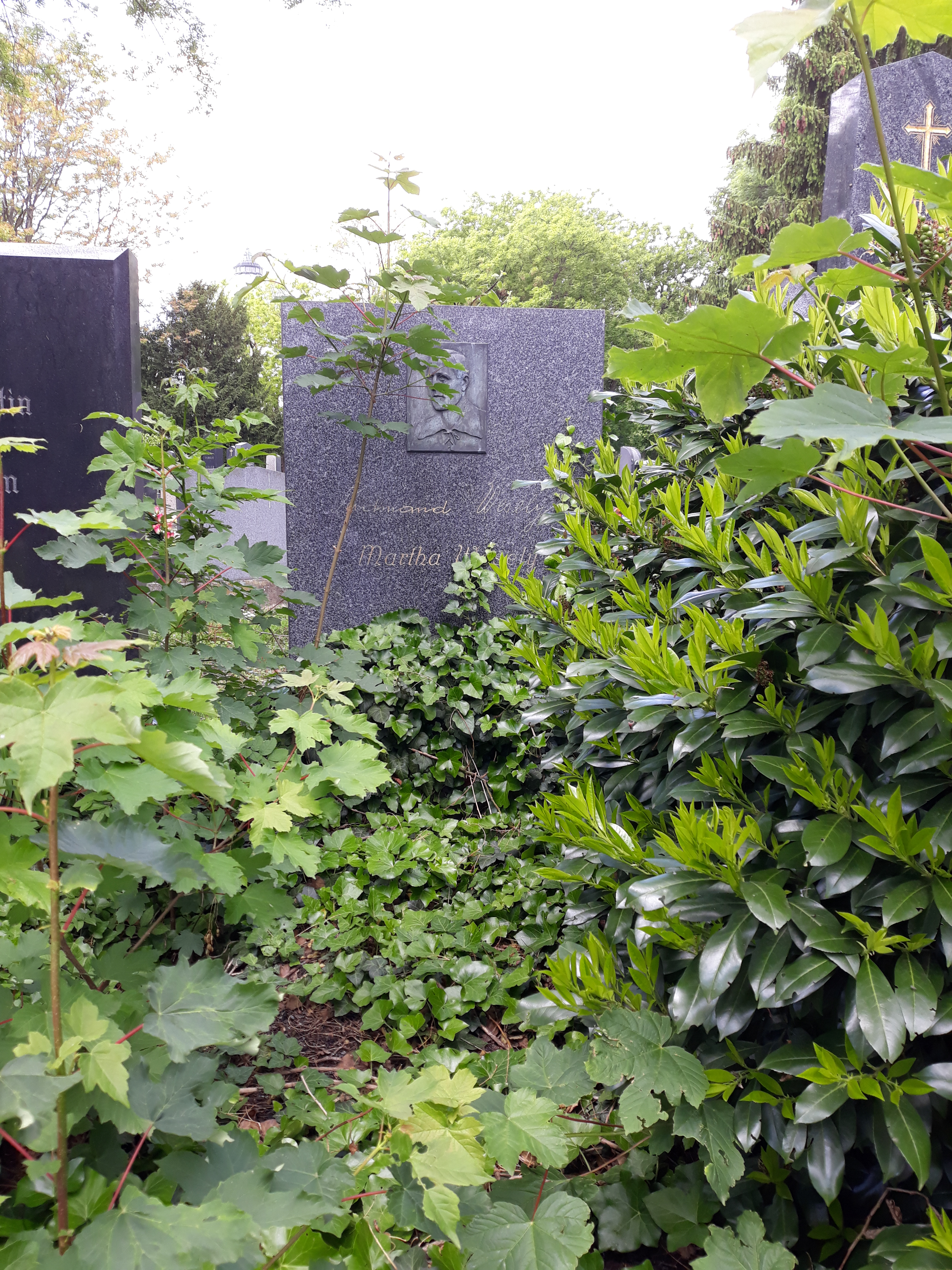
Das Grab von Ferdinand Wesely und seiner Ehefrau Martha auf dem Zentralfriedhof Wien

Ferdinand „Ferdl“ Wesely (* 30. Mai 1897 in Wien; † 19. März 1949) war ein österreichischer Fußballspieler. Der linke Flügelstürmer gewann als Kapitän mit Rapid 1930 den Mitropapokal und spielte ein knappes Jahrzehnt im Angriff der österreichischen Nationalmannschaft.

## Karriere
Ferdl Wesely wird als kleiner, schneller Spieler beschrieben, der allerdings auch insbesondere für seine kraftvollen Freistöße bekannt war. Der Linksaußen begann seine Karriere beim Rennweger SV und wechselte 1920 zum damaligen führenden österreichischen Fußballverein Rapid. Ferdl Wesely entwickelte sich bald zu einer der Stützen des grün-weißen Angriffs, wurde 1921 und 1923 bereits Meister und spielte ab 1922 regelmäßig unter Hugo Meisl in der Nationalmannschaft. Im Team glänzte er vor allem in Spielen gegen den Erzrivalen Ungarn, gegen den er insgesamt 8 seiner 17 Länderspieltore erzielte.
Nach dem 3:0-Finalsieg im ÖFB-Cup gegen die Wiener Austria nahm Ferdl Wesely mit Rapid erstmals im Mitropapokal 1927 teil. Der Klub erreichte das Finale, scheiterte jedoch 2:6 und 2:1 an Sparta Prag. Auch im Mitropapokal 1928 scheiterte Ferdinand Wesely, der zwei Finaltore erzielte, mit Rapid erst im Endspiel 1:7 und 5:3 an Ferencváros. Der Linksaußen übernahm in diesem Jahr die Kapitänsschleife von Leopold Nitsch und führte seinen Verein zu zwei weiteren Meistertiteln sowie im Mitropapokal 1930 erneut in das Finale, in dem Rapid wiederum Sparta Prag gegenüberstand. Die Revanche gelang, Rapid siegte 2:0 und 2:3 und erreichte den damit größten internationalen Erfolg der Vereinsgeschichte.
Nach diesem Triumph zog es Ferdl Wesely in die Schweiz, zunächst zum FC St. Gallen und anschließend zum FC Basel, wo er mit Trainer Karl Kurz und Sturmpartner Otto Haftl auf zwei ehemalige Spielerkollegen aus Wien traf. 1933 siegte er mit den Baslern im Schweizer-Cup-Finale 4:3 gegen den Grasshopper Club Zürich, das entscheiden Tor schoss Haftl. Nach zwei Jahren beim kleineren Stadtklub FC Nordstern Basel ging Ferdl Wesely auch einige Zeit nach Belgien, wo er unter anderem als Trainer bei Beerschot Antwerpen arbeitete. 1944 tauchte er in selbiger Funktion im Norden Deutschlands beim VfL Buxtehude auf. Nach Ende des Zweiten Weltkrieges kehrte Ferdl Wesely nach Wien zurück und schloss sich zunächst seinem Stammverein Rennweg und danach dem SC Red Star Wien an, ehe er am 19. März 1949 einem Herzinfarkt erlag.

## Erfolge
- 1 × Mitropacupsieger: 1930
- 2 × Mitropacupfinalist: 1927, 1928

- 4 × Österreichischer Meister: 1921, 1923, 1929, 1930
- 1 × Österreichischer Cupsieger: 1927
- 1 × Schweizer Cupsieger: 1933

- 40 Länderspiele und 17 Tore für die österreichische Fußballnationalmannschaft von 1922 bis 1930